# Liješnje (Kolašin)
Pour les articles homonymes, voir Liješnje.
Liješnje (en serbe cyrillique : Лијешње) est un village du centre du Monténégro, dans la municipalité de Kolašin.

## Démographie

### Évolution historique de la population
| 1948 | 1953 | 1961 | 1971 | 1981 | 1991 | 2003 |
| ---- | ---- | ---- | ---- | ---- | ---- | ---- |
| 249  | 245  | 235  | 169  | 106  | 53   | 28   |